# 丁基羟基茴香醚
丁基羟基茴香醚（英語：Butylated hydroxyanisole，简称BHA）是一种抗氧化剂，为两种同分异构体2-叔丁基-4-羟基茴香醚和3-叔丁基-4-羟基茴香醚的混合物，E编码是E320。它是通过对羟基茴香醚与叔丁醇（或异丁烯），或者2-叔丁基对苯二酚与硫酸二甲酯反应合成的。BHA的主要用途是在食品（包括动物食品）、食品包装、化妆品和石油产品中起到抗氧化剂和防腐剂作用。除此之外，它还被用于药物的抗氧化，如异维甲酸、辛伐他汀等。

## 抗氧化性质
自1947年，BHA开始被用在可食用脂肪和含脂肪的食品以防止它们的酸败。像2,6-二叔丁基對甲酚（BHT）一样，BHA的共轭芳香环能够与自由基发生反应，使它们稳定化并消除它们，从而起到了脱氧剂的作用了，减缓了氧化反应的发生。

## 争议
关于BHA的争议主要集中在它在食品中的使用。美国国家卫生研究院的研究报告认为，基于BHA在实验动物中的致癌性，BHA是一种可疑人类致癌物。在实验中，食物中加入的高剂量BHA使大鼠和叙利亚地鼠患上了前胃处的乳头状瘤和鳞状细胞癌；不过BHA并没有显示出对小鼠的致癌性，而且甚至在一些其他动物中呈现了对其他化学物质的致癌性的保护作用。
在BHA对人类的致癌性的调查中，统计显示日常的低量摄入与癌症风险并没有什么联系。然而有些机构（如加利福尼亚州有关部门）仍将BHA列为人类致癌物。